# Le Pain des rêves
Le Pain des rêves est un roman de l'écrivain breton Louis Guilloux, publié en 1942 aux éditions Gallimard. Ce roman a remporté le prix du roman populiste en 1942. 

## Résumé
Ce roman est pour une grande part autobiographique. L'action se situe juste avant la Grande guerre dans une petite ville de Bretagne, au sein d'une famille pauvre. Le narrateur, un garçonnet d'une douzaine d'années, vit dans une ancienne écurie avec sa mère, ses frères et son grand-père. Le récit se divise en deux grandes parties : Le Grand-père ; La Cousine Zabelle. La description des liens filiaux, fraternels, de voisinage, dans le rythme de la vie quotidienne, constitue la première partie du livre. La deuxième a pour personnage central la cousine Zabelle, parente lointaine de la petite famille à bien des égards. Son arrivée chez les Lhotellier apportera au petit narrateur grandissant une palette de nouveautés du monde mystérieux des adultes.
Le pain des rêves a fait l’objet d’une adaptation pour la télévision dans les années 1970. Les scènes de l’école ont été tournées à Saint-Brieuc à l’ecole Baratoux. Les vieux quartiers de la ville, telle la rue Fardel ont également servi de lieux de tournage.